# Angelica palustris
Angelica palustris là một loài thực vật có hoa trong họ Hoa tán. Loài này được (Besser) Hoffm. mô tả khoa học đầu tiên năm 1814.

## Hình ảnh

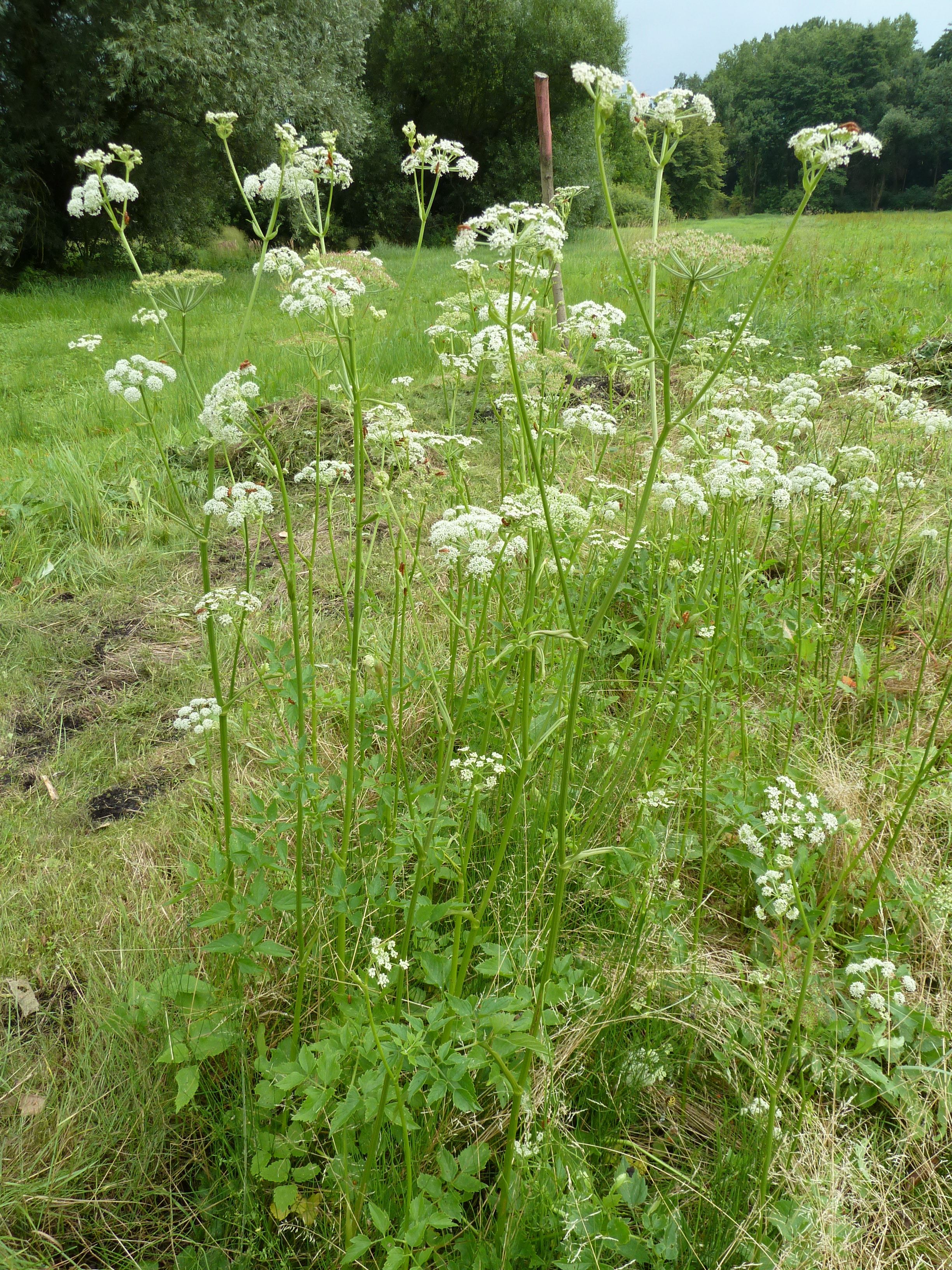
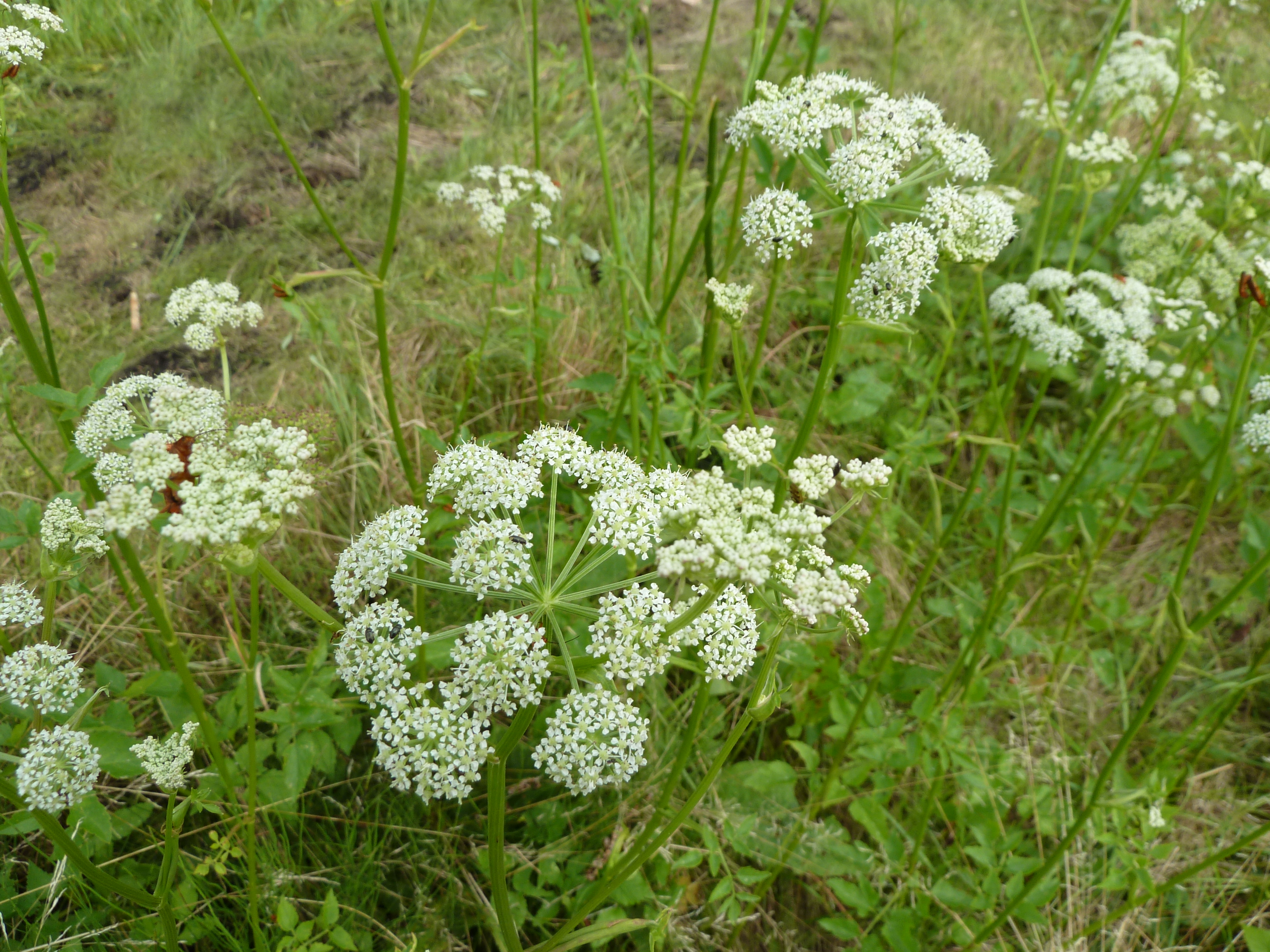